# سه تفنگدار (فیلم ۱۹۸۶)
«سه تفنگدار» (انگلیسی: The Three Musketeers (1986 film)) یک فیلم است که در سال ۱۹۸۶ منتشر شد. فیلمنامه این فیلم بر اساس رمان فرانسوی کلاسیک ۱۸۴۴ الکساندر دوما، با نام سه تفنگدار توسط کیث دوهورست نوشته شده است.